# Előd

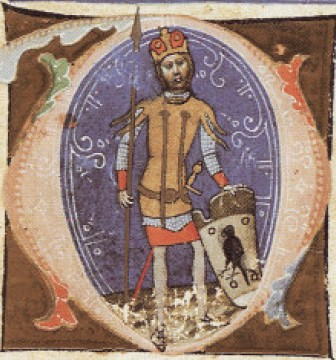
Előd, cap tribal hongarès. Imatge de la Crònica Il·lustrada Hongaresa (segle XIV).

Előd fou un dels set caps tribals hongaresos que mobilitzaren el poble hongarès el segle x des d'Àsia cap a Europa.
Előd fou cap de la tribu hongaresa dels Nyék i un dels set líders tribals hongaresos, juntament amb Huba, Tas, Töhötöm, Ond i Kond amb el comandament del Príncep Álmos. Előd va participar amb el seu fill Szabolcs en l'ocupació de la conca dels Carpats el 895 amb el Árpád, fill del ja mort Álmos. Előd va arribar-hi conduint el seu grup d'hongaresos a la serralada de Vértes (a la regió est de l'actual Hongria), on va esdevenir senyor d'aquelles terres. Segons la tradició, la família de Csák prové d'Előd.